# Donorbarn
Donorbarn er en dansk dokumentarfilm fra 2011, der er instrueret af Michael Dinesen.

## Handling
Denne artikel mangler et handlingsreferat. Hjælp os med at skrive det.